# Ватиканський обеліск

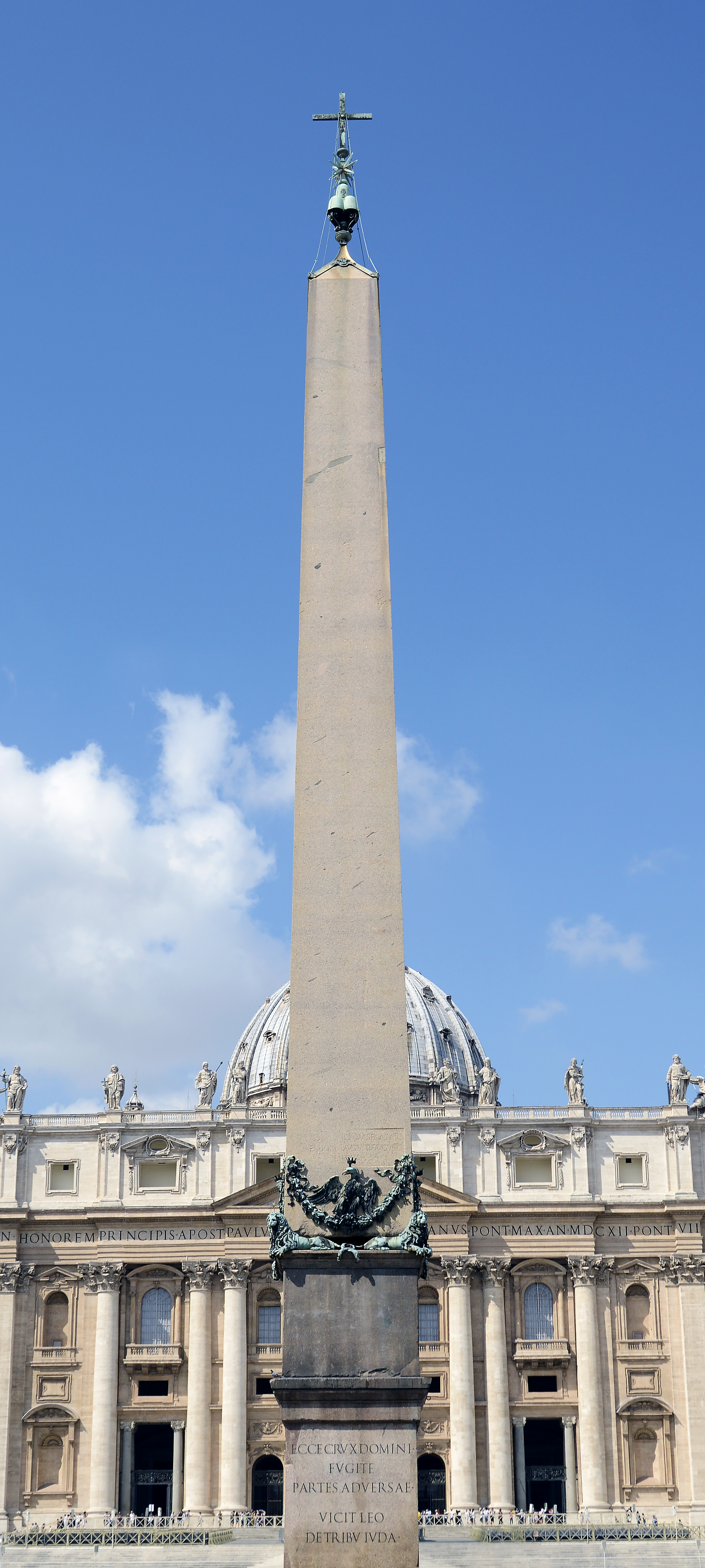
Ватиканський Обеліск

Ватиканський обеліск є одним із тринадцяти обелісків Стародавнього Риму і розташований на площі Святого Петра у Ватикані.

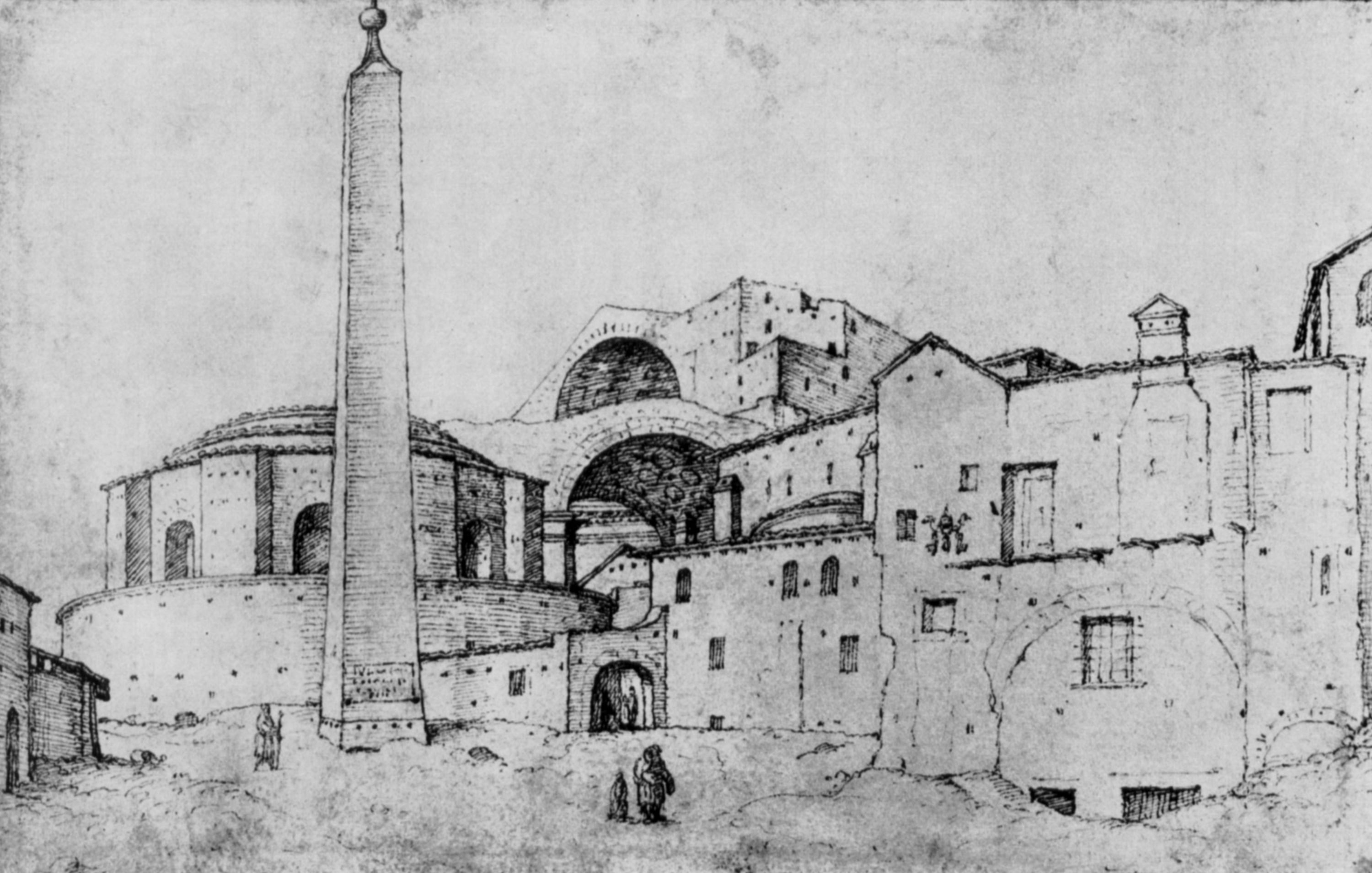
Обеліск Ватикану на колишньому місці; малюнок Мартена ван Хемскерка, 1532 р.

Висота — 25,3 метра. Зроблений він із червоного граніту. Разом із основою та хрестом досягає висоти майже 40 метрів.
Напис на обеліску свідчить: ECCE CRUX DOMINI — FVGITE — PARTES ADVERSAE — VICIT LEO DE TRIBV IVDA : "Споглядайте хрест Господній, який переміг протиборствуючих Лева і коліно Юдине ".

## Походження Обеліска
Обеліск має єгипетське походження. Згідно Плінію, спочатку він знаходився в Геліополісі; потім був переміщений на Форум Юлія Александрії Єгипетської, а пізніше був доставлений в Рим Калігулою в 40 р. і поставлений до Цирку Нерона. Він залишався в цьому положенні навіть після того, як цирк був закинутий, а на його місці розташовувався некрополь. Потім він опинився поряд із стародавньою базилікою Святого Петра, неподалік Ротонди Сант-Андреа. Фактично це єдиний стародавній обеліск у Римі, який ніколи не падав.

## Пересування обеліску

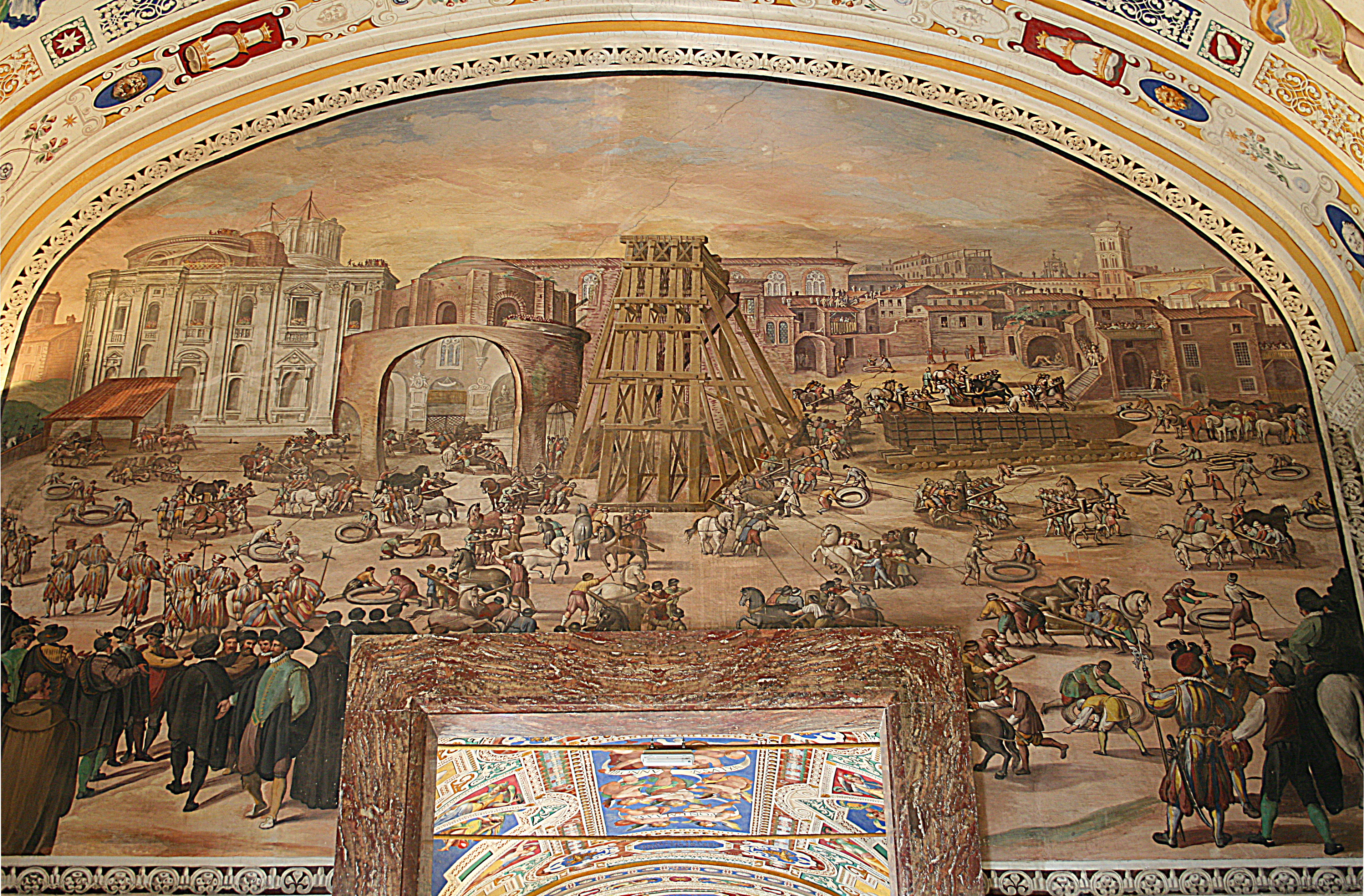
Настінний живопис (1585—1588) з Апостольської бібліотеки Ватикану -. Зведення обеліску на площі Святого Петра.

Обеліск був переміщений і піднятий за вказівкою Папи Сікста V влітку 1586 під керівництвом архітектора Доменіко Фонтана, якому знадобилося чотири місяці роботи, 900 чоловік, 75 коней і 40 лебідок: це був перший з обелісків, споруджений в Новий час.

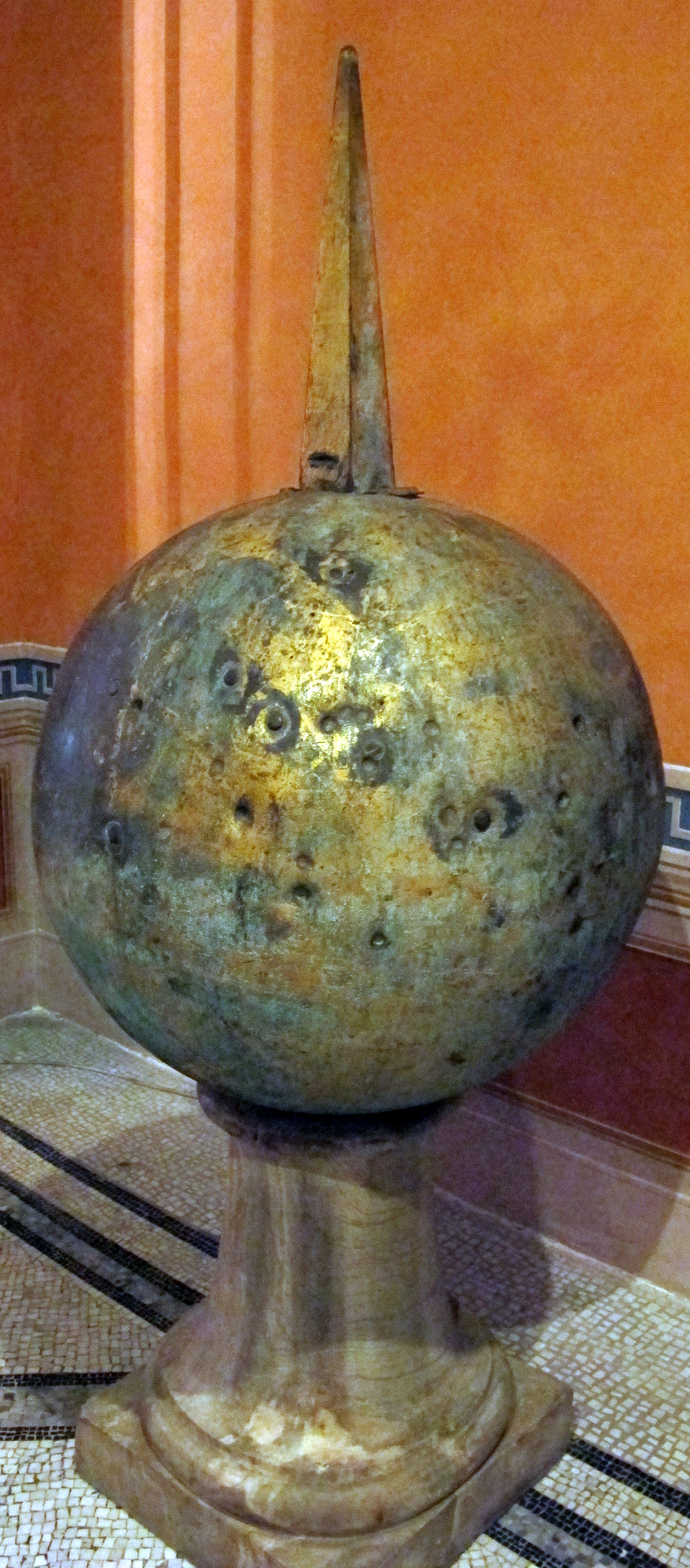
Вважається, що бронзовий глобус містить порох Святого Петра або Юлія Цезаря (Капітолійські музеї).